# Crossotus stigmaticus
Crossotus stigmaticus là một loài bọ cánh cứng trong họ Cerambycidae.